# 索西奥爾山 (阿肯色州)
索西奧爾山（英語：Social Hill）是位於美國阿肯色州溫泉縣的一個非建制地區。該地的面積和人口皆未知。

## 地理
索西奧爾山的座標為34°19′55″N 92°54′48″W / 34.33194°N 92.91333°W，而該地的平均海拔高度為105米（即344英尺）。